# Pete Werner
Pete Werner (* 5. Juni 1999 in Indianapolis, Indiana) ist ein US-amerikanischer American-Football-Spieler auf der Position des Linebackers. Er steht derzeit bei den New Orleans Saints in der National Football League (NFL) unter Vertrag.

## College
Werner, der aus einer sportbegeisterten Familie stammt, sein Vater Greg etwa spielte auch schon zwei Saisonen lang in der NFL, hatte Angebote von mehreren Schulen, sagte zunächst der University of Notre Dame zu, um sich letztlich doch noch für die Ohio State University zu entscheiden.  Für deren Team, die Buckeyes bestritt er insgesamt 47 Partien, wobei ihm 185 Tackles setzen und 4 Sacks gelangen.

## NFL
Werner wurde beim NFL Draft 2021 von den New Orleans Saints in der 2. Runde als insgesamt 60. ausgewählt. Bereits in seiner Rookie-Saison kam er in 15 Spielen zum Einsatz, acht Mal davon als Starting Weakside Linebacker. Auch in den folgenden Saisonen bekleidete er diese Position. Für seine konstant guten Leistungen erhielt er im Sommer 2024 einen neuen, gut dotierten Dreijahresvertrag in der Höhe von 22,5 Millionen US-Dollar, 17,42 davon garantiert.